# 小田垣陽菜
小田垣 陽菜（おだがき ひな、2002年1月30日 - ） は、日本のタレント、女優である。元アイドルグループ、3B juniorのメンバーで、歌手活動も行なっていた。2018年10月20日の3B junior公演の中で、同年11月3日のライブを以ってアイドル・歌手活動は終了し、女優に転向することが、本人より発表された。
出身は京都府。

## 略歴
- 2012年11月3日 - 品川ステラボールで行われた、スターダスト芸能3部のティーンズモデル発掘オーディションのファイナルにて合格、理事長賞を受賞[5]。
- 2013年4月 - スターダストプロモーションの小学生女子ジュニアアイドルチアグループである「みにちあ☆ベアーズ」に加入。

### 2014年
- 3月 - 「みにちあ☆ベアーズ」が解散。
- 11月9日 - 3B juniorオフィシャルブログ開設(同年11月5日)後、初投稿[6]。

### 2015年
- 1月8日 - スターダストプロモーション芸能３部による、ふじいとヨメの7日間戦争にて、 3B junior初となる単独公演『俺の3B junior in 日本青年館（スタート）』に出演[7]。
- 4月25日 - 3B junior 第1回定例公演で初出演。「気分はSuper Girl!」は斎藤夏鈴、鈴木萌花と3人で歌唱した[8]。
- 7月11日 - 3B juniorの第6回定例公演[9] にて、7人組ユニットであるマジェスティックセブンの結成とそのメンバーとなることが発表される[10]。
- 8月14日 - 3B junior初の単独ホールコンサート『3B junior 浅草大歌謡ショー』に出演[11]。
- 9月19日 - 3B junior初のフリーライブツアー『東京湾』にマジェスティックセブンのメンバーとして、イオンモール成田(千葉県成田市)にて初出演[12]。
- 12月27日 - 3B junior初のクリスマスコンサートである「3B junior季節はずれのX'mas party『のんびりサンタさんがやってきた』」に出演[13]。

### 2016年
- 1月8日、1月9日 - 両日開催された、スターダストプロモーション芸能３部による『「俺の藤井 2016 in さいたまスーパーアリーナ〜Tynamite!!〜」』に3B juniorのメンバーとして出演[14]。
- 1月20日 - 3B juniorのフリーライブ「3B junior東武屋上祭り!!」にマジェスティックセブンのメンバーとして出演[15]。
- 2月6日、初の対バンライブとなる、Level Girls vol.05（H.I.P.主催、場所：新宿BLAZE）[16] に出演。「未知とのSo Good!!」、「Fragile Stars」、「勇気のシルエット」の3曲を披露した。
- 5月29日 - 3B juniorのフリーライブツアー「関東平野」の内の一日として、マジェスティックセブン初の単独ライブが開催され（場所：千葉県船橋市・西武百貨店船橋店）、メンバーとして出演。
- 6月9日 - 「清塚信也のガチンコ3B junior」(CS放送、フジテレビNEXT)の第3回放送に出演し、奥華子の「変わらないもの」をカバーし、ソロ歌唱披露した。
- 7月2日 - 音楽フェスティバルである「アイドル横丁夏まつり!!〜2016〜」(場所：横浜市・赤レンガパーク)にマジェスティックセブンのメンバーとして出演。マジェスティックセブンにとっては初のフェス出演であった。
- 9月19日 - 情報サイトの HUSTLE PRESS 内の連載特集記事である「おっかけ！3B junior」[17] に単独で登場し、写真とインタビュー記事が掲載された。

### 2017年
- 1月19日 - 「清塚信也のガチンコ3B junior」(CS放送、フジテレビNEXT)の第10回放送に出演し、くるりの「東京」をカバーし、ソロ歌唱披露した。
- 1月28日 - マジェスティックセブン初の有料単独ライブ「宇宙の平和を守るため歌って踊ってたたかうライブ」が開催され（場所：東京都新宿区・新宿Cat's hole）、メンバーとして出演。

### 2018年
- 10月8日 - TSUTAYA O-Crestにて行われたマジェスティックセブン単独公演「マジェスティックセブン『完』」にて、所属グループであるマジェスティックセブンの活動が終了。
- 10月20日 - SHIBUYA CLUB QUATTROにて行われた3B junior単独公演「Fork in the road of fate」にて、3B juniorの解散発表および、本人の意志により女優を目指すことが発表される。
- 11月3日 - 恵比寿ガーデンホールにて行われた3B junior単独公演「Cell Division〜細胞分裂〜」をもって3B juniorが解散。
- 12月 - スターダストプロモーション 新人部へ異動[18]

## 人物
- ニックネームは、ひなちゅん、ガッキー等有るが[19]、主にひなちゅんが定着している。なお、自らのことは「ひな」と呼んでいる[20]。
- 趣味は、お祭りに行くこと、長風呂[2]、文房具を集めること[21]。
- 特技は、うでずもう[2]。短距離走。
- 好きな食べ物は、梅干し、イカ、ピオーネ[19]。梅干しは、『ハチミツ梅』も『かつお梅』も大好きだが、中でも一番のお気に入りは、京都の祖母から送られてくる手作りの『濃厚梅干し』である[20]。

## アイドル・歌手としての活動
- アイドルグループ、3B junior内のユニットでは、約3年間マジェスティックセブンに属して活躍した[22]。
- マジェスティックセブンでのロングバージョンの自己紹介は、童謡「ことりのうた」をモチーフにしていた[23]。「ひなちゅんのニコニコスマイルで～♪みなさん、元気にしたいです～♪ちゅんちゅんちゅんちゅんちゅん♪【ちゅんちゅんちゅんちゅんちゅん】[注 1] はいっ！♪ 【ひなちゅーん！！】いつも心にーー？♪【ビッグスマーイル！】太陽の温度は6000度！みんなを熱くしちゃいますっ！サンシャインガールひなちゅんこと！小田垣陽菜です！」と自己紹介していた[24]。

## 出演
3B juniorの他メンバーとの共演を除く

### ミュージックビデオ
- tofubeats 「Don't Stop The Music feat.森高千里」 （2013年） - PARTY GIRLS 役

### テレビドラマ
- 刑事7人（2019年、テレビ朝日） ‐ 田宮映子（18歳時）役

### ネット配信
- アリスインプロジェクト『アイガク! 春フェス・オンライン2021』（2021年4月24日 - 29日、ZAIKO）[25]
  - 2チームに分かれての真剣バトル「アイガク・バトラーズ」
  - おなじみ！学園バラエティ&大喜利「アイガク・ライブ」
- アリスインプロジェクト『アイガク! バトラーズ&ストーリーズ』（2021年5月14日 - 23日、ZAIKO）[26]
  - 「アイガク・バトラーズ」2チーム対抗オンライン学園バトル（2021年5月14日）
  - 「アイガク・ストーリーズ」
    - 「メモリーレコード」（2021年5月22日） - 萬田玲紋 役
    - 「なごり雪」（2021年5月23日） - 志田黄菜子 役
- アリスインプロジェクト『アイガク! 夏フェス・オンライン2021』「アイガク・バトラーズ」（2021年7月31日、ZAIKO）[27]